# فرودگاه شهری آ (میسوری)
فرودگاه شهری آ (میسوری) (به انگلیسی: Municipal Airport (Missouri)) یک فرودگاه همگانی بهره‌برداری هوایی است که یک باند فرود آسفالت دارد و طول باند آن ۸۵۵ متر است. این فرودگاه در کشور ایالات متحده آمریکا قرار دارد و در ارتفاع ۳۱۹ متری از سطح دریا واقع شده‌است.